# Unione Sportiva Cecina 1941-1942
Questa voce raccoglie le informazioni riguardanti l'Unione Sportiva Cecina nelle competizioni ufficiali della stagione 1941-1942.

## Rosa
| N. |                   | Ruolo | Calciatore       |
| -- | ----------------- | ----- | ---------------- |
|    | Italia (bandiera) | A     | Andrea Angiolini |
|    | Italia (bandiera) | A     | Ilio Bardi       |
|    | Italia (bandiera) | P     | Silvio Bertolini |
|    | Italia (bandiera) | P     | Trento Bongini   |
|    | Italia (bandiera) | D     | Dandolo Brondi   |
|    | Italia (bandiera) | D     | Oreste Brondi    |
|    | Italia (bandiera) | A     | A. Bruni         |
|    | Italia (bandiera) | D     | Bruno Carrai     |
|    | Italia (bandiera) | A     | E. Chiellini     |
|    | Italia (bandiera) | C     | A. Cini          |
|    | Italia (bandiera) | A     | Osvaldo Cini     |

| N. |                   | Ruolo | Calciatore          |
| -- | ----------------- | ----- | ------------------- |
|    | Italia (bandiera) | D     | Otello Fastami      |
|    | Italia (bandiera) | C     | Nedo Ferretti       |
|    | Italia (bandiera) | C     | Mario Formichini    |
|    | Italia (bandiera) | A     | Antonio Luschi      |
|    | Italia (bandiera) | A     | Mario Macera        |
|    | Italia (bandiera) | C     | Marcello Martinelli |
|    | Italia (bandiera) | D     | Ivo Paoletti        |
|    | Italia (bandiera) | D     | Alberto Pasqualini  |
|    | Italia (bandiera) | A     | Sauro Pasquinelli   |
|    | Italia (bandiera) | A     | Franco Ristori      |
|    | Italia (bandiera) | A     | Ferrero Tossio      |